# Вулиця Моторна (Львів)
Вулиця Моторна — вулиця у Залізничному районі міста Львова, в місцевості Левандівка. Починається від вулиці Широкої та прямує на північний захід, де межує з торфовищем Білогорща Утворює перехрестя з вулицею Повітряною.

## Історія
Близько 1914 року у східній частині Левандівки, на Янівських блонях (луках) австрійською владою було зведено військове летовище. Після передислокації летовища у 1930-х роках на новозбудоване поблизу села Скнилів, територію колишнього летовища розпланували під мережу майбутніх вулиць. Однак їх забудова одно-двоповерховими будинками почалася лише у 1950-х роках. Нині про колишній аеродром нагадують лише назви навколишніх вулиць: Повітряна (колишня Льотнича), Пілотів, Пропелерна, Моторна, Планерна, Ангарна.
Щодо нинішньої вулиці Моторної, то від 1927 року мала назву Любельська, на згадку про Люблінську унію 1569 року. Від 1933 року – вулиця Спулдзєльча (Кооперативна), від 1936 року — вулиця Шільнікова (укр. Моторна). Під час німецької окупації, у 1943—1944 роках — Моторґассе, у липні 1944 року повернута передвоєнна назва — вулиця Шільнікова і вже від 1946 року вулиця має сучасну назву — Моторна.

## Забудова
Забудова вулиці Моторної — одно-та двоповерховий конструктивізм 1930-х років та одноповерхова садибна забудова, двоповерхова забудова 2000-х років.